# 瑞士國籍法

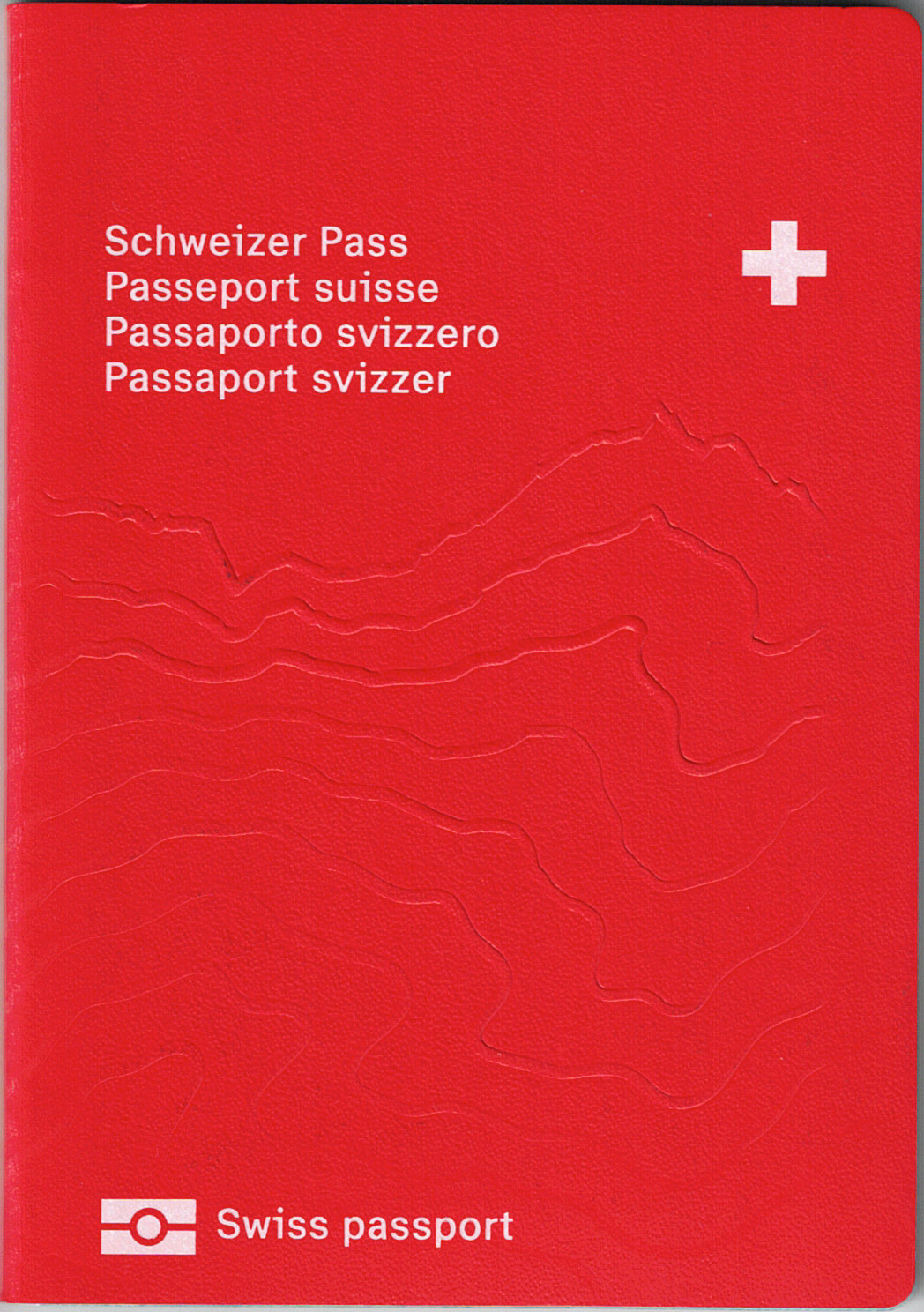
瑞士護照乃瑞士公民的身份證明文件之一

瑞士公民（瑞士德語：Schweizer Bürgerrecht）身份的定義，乃是根據《瑞士聯邦憲法》第2章第37、38條，以及1952年9月29日首次訂立的《有關瑞士公民權之獲得與喪失聯邦法案》（簡稱《1952年民權法案》，最近一次修訂是在2014年）界定，兩者共同構成了瑞士國籍法的框架。

## 歷史
瑞士最早的一套國籍法為《1952年民權法案》，早於1952年9月訂立。
然而，由於原來版本的國籍法對入籍要求相當嚴苛，令瑞士難以引進合適人才。因此，瑞士政府曾於1983年、1994年及2004年三度考慮修正國籍法，以減低外國人入籍的難度，但三次均被公投否決。
目前版本的瑞士《民權法案》於2014年6月修訂，並於2018年元旦起正式生效。在新版法案下，入籍瑞士的年期及要求有所降低（例如原來入籍需時12年，現時縮短至10年）。

## 取得瑞士公民權
瑞士公民資格可循以下常規途徑取得：
1. 根據血統法原則：最少父母其中一方為瑞士公民[6]
2. 領養[7]
3. 歸化

除此以外，若有棄嬰在瑞士境內尋獲，在沒有任何反證下將被授予瑞士公民資格。然而，若棄嬰生父/母身份獲得確定，且並無擁有瑞士公民權，其國籍將被自動褫奪（除非該棄嬰會淪為無國籍人士）。

### 有關歸化的規定

#### 常規歸化手續
按照2014年修訂的《民權法案》，外國人須符合以下條件，才能循常規途徑歸化為瑞士公民：
- 必須於瑞士合法居留滿10年（申請前5年內必須有連續3年居留紀錄）
- 在連續居留期間，不得離開瑞士超過半年[10]
- 適應瑞士當地生活
- 不論如何，必須具備瑞士永久居留權[11]
- 於瑞士當地經營生意、受僱或就學
- 通過德語、法語、意大利語或羅曼什語（瑞士法定語文）考核
- 不對瑞士公共安全構成威脅

而在居留期計算方面，8-18歲兒童的居留年期紀錄可作雙倍計算，但最少仍須住滿6年。
此外，各州亦獲准制訂各自的入籍規定，詳列如下：
| 州份         | 在州內最短居留年期 | 在市內最短居留年期 | 不能領取福利年期 | 參考資料 |
| ------------ | ------------------ | ------------------ | ---------------- | -------- |
| 苏黎世州     | 2年                | 2年                | 3年              | [ 16 ]   |
| 伯恩州       | 2年                | 2年                | 10年             | [ 17 ]   |
| 琉森州       | 3年                | 3年                | 3年              | [ 18 ]   |
| 烏里州       | 5年                | 5年                | 3年              | [ 19 ]   |
| 施維茨州     | 5年                | 5年                | 3年              | [ 20 ]   |
| 上瓦爾登州   | 5年                | 5年                | 3年              | [ 21 ]   |
| 下瓦爾登州   | 5年                | 5年                | 5年              | [ 22 ]   |
| 格拉魯斯州   | 5年                | 3年                | 3年              | [ 23 ]   |
| 楚格州       | 5年                | 3年                | 3年              | [ 24 ]   |
| 佛立堡州     | 3年                | 3年                | 3年              | [ 25 ]   |
| 索洛圖恩州   | 4年                | 2年                | 3年              | [ 26 ]   |
| 巴塞爾城市州 | 5年                | 2年                | 3年              | [ 27 ]   |
| 巴塞爾鄉村州 | 5年                | 5年                | 5年              | [ 28 ]   |
| 沙夫豪森州   | 2年                | 2年                | 3年              | [ 29 ]   |
| 外阿彭策尔州 | 3年                | 3年                | 3年              | [ 30 ]   |
| 内阿彭策尔州 | 5年                | 2年                | 3年              | [ 31 ]   |
| 聖加侖州     | 5年                | 5年                | 3年              | [ 32 ]   |
| 格勞賓登州   | 5年                | 5年                | 10年             | [ 33 ]   |
| 亞高州       | 5年                | 3年                | 10年             | [ 34 ]   |
| 圖爾高州     | 5年                | 3年                | 5年              | [ 35 ]   |
| 提契諾州     | 5年                | 3年                | 3年              | [ 36 ]   |
| 沃州         | 2年                | 2年                | 3年              | [ 37 ]   |
| 瓦莱州       | 5年                | 3年                | 3年              | [ 38 ]   |
| 納沙泰爾州   | 2年                | 2年                | 3年              | [ 39 ]   |
| 日內瓦州     | 2年                | 2年                | 3年              | [ 40 ]   |
| 侏羅州       | 2年                | 2年                | 3年              | [ 41 ]   |

#### 簡化歸化手續
除了上述的常規歸化手續外，部分合乎特定資格人士，亦可循簡化程序取得瑞士公民資格：
- 瑞士公民配偶[42]
- 歸化瑞籍人士的子孫[43][44]
- 曾與瑞士公民結婚、目前與外國人再婚的瑞士婦女所生子女
- 於1992年3月23日或以前，因嫁給外國人而失去瑞士公民身份的婦女及其子女
- 於1985年7月1日或以前出生、僅有母系具瑞士公民權的人士
- 曾被錯誤視作為瑞士公民、但根本從未入籍的外國人[45]

循結婚途徑申請加入瑞籍人士，其居住年期要求縮短至3年，而且獲豁免法定語文考核。然而，申請人必須證明自己已經適應瑞士的生活（包括語言），而且在居留期間沒有干犯任何罪行，以及不對瑞士公共安全構成威脅。
若歸化瑞籍人士的子孫籍貫為沃州，只要符合以下特別要求，可於申請簡化入籍時獲得優待：
- 14-25歲青年
- 滿足瑞士聯邦政府訂立的要求（見上方）
- 在瑞士就學最少5年
- 在沃州最少居住2年
- 完成義務教育後，並沒有在海外升學
- 父母其中一方為瑞士合法居民
- 熟悉法語
- 沒有干犯任何罪行或/及對公共安全構成威脅

#### 復籍手續
若符合以下情況，部分前瑞士公民亦可申請復籍：
- 申請人母親於1991年12月31日或以前，循世系或婚姻成為瑞士公民
- 因為在海外出生，且未及於22歲申報保留瑞士公民身份而被褫奪國籍人士（若申請人大於32歲，必須證明「與瑞士有緊密聯繫」）
- 曾因《民權法案》第37-41條規定而被褫奪國籍人士

## 喪失瑞士公民權
除自行退出瑞士籍，如有以下三種情況，該人的瑞士公民權將自動被剝奪：
- 憑世系獲得瑞士公民權人士的父母，亦喪失/退出瑞士籍[48]，而該人沒有在隨後一年內申報保留國籍[49]
- 瑞士兒童被外國人領養[50]
- 在海外出生，沒有向瑞士當局申報在外國居住[51]、未曾辦理瑞士身份證或護照[52]，或/及沒有依時在22歲申報保留國籍[51]

## 籍貫制度
除了瑞士公民身份，瑞士各州份、城市亦分別設有相應的州籍及市籍，而後兩者共同構成了籍貫（主要取決於父母，而不受出生或居住地點影響；但對歸化者而言，其籍貫等同他們申請入籍時的居住地）。
一般而言，每一個瑞士公民只會有一個州籍，但可申請多於一個城市的市籍，惟需符合擬申請設籍城市訂立的條件（包括定居年期）。若一個人的父、母為擁有不同籍貫的瑞士公民，他/她可以選擇任何一方的籍貫。

## 有關多重國籍的規定
自1992年1月1日起，瑞士全面容許公民持有多重國籍，而且容許歸化入籍者保留外國國籍。

## 瑞士公民的權責
瑞士公民享有以下權利：
- 18歲或以上公民，可於各級選舉/公投中投票
- 聯署或發起公投
- 於聯邦政府各機構、部門出任公職
- 無限期居留，不會被遞解出境，並且可自由進出瑞士
- 可於歐盟及歐洲自由貿易聯盟參與國享有遷徙及工作自由（基於瑞士與歐盟的雙邊協議[54]，以及在歐洲自由貿易聯盟的成員國身份[55]）
- 合資格申領身份證及護照，當中後者可於全球187個國家享有免預先簽證待遇[56]

另一方面，瑞士公民亦有相應義務，包括20-42歲役男必須服兵役或民役，以及禁止於外國參軍（但參與宗座瑞士近衛隊不在此限）等。

## 引用文獻
1. ↑  .   [2021-07-12]. （原始内容存档于2021-07-06）.
2. 1 2  .   [2014-04-07]. （原始内容存档于2013-01-10）.
3. ↑  . BBC News. 20 September 2004  [24 May 2010]. （原始内容存档于2020-10-28）.
4. ↑   (PDF).   [2021-07-12]. （原始内容存档 (PDF)于2021-07-12）.
5. ↑  .   [2021-07-17]. （原始内容存档于2015-10-06）.
6. ↑  Art. 1 al. 2 and 3 LN 2014
7. ↑  Art. 4 LN
8. ↑  Art. 3 LN
9. ↑  art. 50 al. 2 LN
10. ↑  . www.fedlex.admin.ch.   [2021-02-02]. （原始内容存档于2021-12-27）.
11. ↑  art. 9 al. 1 let. a LN
12. ↑  art. 9 LN
13. ↑  Art. 18 LN
14. ↑  Art. 9 al. 2 let. a
15. ↑  .   [2021-07-13]. （原始内容存档于2021-10-08）.
16. ↑  ZH, Kanton Zürich. . www.zh.ch.   [2020-04-26]. （原始内容存档于2019-08-28） （德语）.
17. ↑  BE, Kanton Bern. . www.be.ch.   [2020-04-26]. （原始内容存档于2021-01-20） （德语）.
18. ↑  LU, Kanton Luzern. . www.lu.ch.   [2020-04-26]. （原始内容存档于2021-07-17） （德语）.
19. ↑  UR, Kanton Uri. . www.ur.ch.   [2020-04-26]. （原始内容存档于2021-07-16） （德语）.
20. ↑  SZ, Kanton Schwyz. . www.sz.ch.   [2020-04-26]. （原始内容存档于2018-09-26） （德语）.
21. ↑  OW, Kanton Obwalden. . www.ow.ch.   [2020-04-26]. （原始内容存档于2021-07-15） （德语）.
22. ↑  NW, Kanton Nidwalden.  (PDF). www.nw.ch.   [2020-04-26] （德语）.[]
23. ↑  GL, Kanton Glarus. . www.gl.ch.   [2020-04-26] （德语）.
24. ↑  ZG, Kanton Zug. . www.zg.ch.   [2020-04-26]. （原始内容存档于2017-03-17） （英语）.
25. ↑  FR, Staat Freiburg. . www.fr.ch.   [2020-04-26] （德语）.
26. ↑  SO, Kanton Solothurn. . www.so.ch.   [2020-04-26]. （原始内容存档于2021-07-13） （德语）.
27. ↑  BS, Kanton Basel Stadt. . www.bs.ch.   [2020-04-26]. （原始内容存档于2021-07-16） （德语）.
28. ↑  BL, Kanton Basel Landschaft.  (PDF). www.baselland.ch.   [2020-04-26] （德语）.[]
29. ↑  SH, Kanton Schaffhausen. . www.sh.ch.   [2020-04-26]. （原始内容存档于2021-07-16） （德语）.
30. ↑  AR, Kanton Appenzell Ausserrhoden. . www.ar.ch.   [2020-04-26]. （原始内容存档于2021-07-16） （德语）.
31. ↑  AI, Kanton Appenzell Innerrhoden. . www.ai.ch.   [2020-04-26]. （原始内容存档于2021-07-15） （德语）.
32. ↑  SG, Kanton Sankt Gallen. . www.sg.ch.   [2020-04-26]. （原始内容存档于2021-07-16） （德语）.
33. ↑  GR, Kanton Graubünden. . www.gr.ch.   [2020-04-26]. （原始内容存档于2021-07-13） （德语）.
34. ↑  AG, Kanton Aargau. . www.ag.ch.   [2020-04-26]. （原始内容存档于2021-07-17） （德语）.
35. ↑  TG, Kanton Thurgau. . www.tg.ch.   [2020-04-26] （德语）.
36. ↑  TI, Repubblica e Cantone Ticino. . www.ti.ch.   [2020-04-26]. （原始内容存档于2021-07-15） （意大利语）.
37. ↑  VD, État de Vaud. . www.vd.ch.   [2020-04-26]. （原始内容存档于2021-12-22） （法语）.
38. ↑  VS, Canton du Valais. . www.vs.ch.   [2020-04-26]. （原始内容存档于2021-07-15） （法语）.
39. ↑  NE, République et canton de Neuchâtel. . www.ne.ch.   [2020-04-26]. （原始内容存档于2020-08-03） （法语）.
40. ↑  GE, République et canton de Genève. . www.ge.ch.   [2020-04-26]. （原始内容存档于2022-01-12） （法语）.
41. ↑  JU, République et canton de Jura. . www.jura.ch.   [2020-04-26]. （原始内容存档于2021-11-29） （法语）.
42. ↑  art. 21 LN
43. ↑  art. 24 LN
44. ↑  art. 38 Cst.
45. ↑  art. 22 LN
46. ↑  Loi sur le droit de cité vaudois de 2004 Art. 22
47. ↑  Loi sur le droit de cité vaudois Art. 25
48. ↑  LN 2014 Art. 5
49. ↑  Art. 7 al. 4 LN
50. ↑  Art. 6 LN
51. 1 2  Art. 7 al. 1 LN
52. ↑  Art. 7 al. 3 LN
53. ↑  Art. 271 CC
54. ↑  Migration, State Secretariat for. . www.sem.admin.ch.   [2020-10-24]. （原始内容存档于2021-10-04） （英语）.
55. ↑  .   [29 November 2017]. （原始内容存档于2021-05-06）.
56. ↑   (PDF). Henley & Partners.   [2021-07-14]. （原始内容存档 (PDF)于2021-07-08）.

## 外部連結
- 《2014年瑞士民權法案》 （页面存档备份，存于）